# Бранислав Белић
Бранислав Белић (Београд, 10. март 1932 — Београд, 17. јул 2016) био је српски политичар и члан Демократске странке.

## Биографија
Рођен  10. март 1932. године у Београду. Дипломирао је на Правном факултету универзитета у Београду. Радио је у адвокатури и спољној трговини. Био је одборник, председник Скупштине општине Савски венац, одборник града Београда у неколико мандата, посланик Народне скупштине Републике Србије и посланик Скупштине Државне заједнице Србије и Црне Горе.
Служио је као вршилац дужности градоначелника Београда и председника скупштине града Београда после избора 2008, као најстарији члан. Пре њега ту функцију је обављао је Зоран Алимпић. Функцију градоначелника обављао је због смрти актуелног градоначелника Ненада Богдановића.
Мандат му се завршио избором Драгана Ђиласа за градоначелника Београда.
Преминуо је 17. јула 2016. године у Београду.